# Cartoonito (France)
 (juillet 2025).
Si vous disposez d'ouvrages ou d'articles de référence ou si vous connaissez des sites web de qualité traitant du thème abordé ici, merci de compléter l'article en donnant les références utiles à sa vérifiabilité et en les liant à la section « Notes et références ».
Pour les articles homonymes, voir Cartoonito (homonymie).
Cartoonito est une chaîne de télévision francophone payante privée appartenant au groupe d'origine américaine Warner Bros. Discovery France, lancée le 3 avril 2023. Remplaçant Boing, la chaîne est spécialisée dans la diffusion de programmes destinés aux plus petits.

## Histoire
Cartoonito est initialement lancée en France comme bloc de programmation sur Boing France à partir du 5 septembre 2011. La dénomination disparaît en France à partir du 5 juillet 2013 lorsque cette programmation est supprimée de la chaîne.
Le 2 février 2023, lors d'un communiqué de presse, Warner Bros. Discovery France annonce souhaiter lancer une marque destinée à une cible pré-scolaire, soit les enfants âgés de 3 à 6 ans, sous le label Cartoonito, dans les pays francophones, promettant des programmes inédits, des créations originales et des séries issues de franchises de Warner adaptées aux plus jeunes.
La chaîne est lancée le matin du 3 avril 2023 à 6 heures, en télédiffusion et déclinée en services vidéo[réf. nécessaire].

## Programmes

### Séries actuellement diffusées
- Alice & Lewis
- Baby Looney Tunes
- Batwheels
- Bugs Bunny Constructeurs
- CocoMelon
- Crapaud et compagnie
- Drôles de Dimanches
- Géo Jet
- Interstellaire Ella
- Jellystone! (Aussi disponible sur Cartoon Network dans le Pass Warner)
- Jessica et son petit monde
- Kingdom Force
- Le Monde de Barney
- Lou et sa petite troupe
- Lucas l'araignée
- Moley
- Talia et le Royaume Arc-en-ciel
- Thomas et ses amis : Tous en avant !
- Tom et Jerry Kids (seulement sur Replay)

## Identité graphique

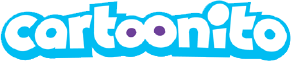
Logo du bloc de programmation Cartoonito, diffusé du 5 septembre 2011 au 5 juillet 2013, sur la chaîne Boing
Logo de Cartoonito depuis le 3 avril 2023 à 6 h

### Slogan
- Du 5 septembre 2011 au 5 juillet 2013 : « Cartoonito, c'est la solution pour 1h30 de rire et de chansons ! »
- Depuis le 3 avril 2023 : « Rire, s'ouvrir et bien grandir ! »

### Voix off
- Maryne Bertieaux (depuis 2023)

## Diffusion
La chaîne est diffusée 24 heures sur 24 sur le câble, le satellite et l'IPTV en France via la TV d'Orange, Free, Bouygues Telecom et SFR, en Suisse sur Swisscom et UPC/Sunrise et en Belgique sur Voo mais également en SVOD sur Molotov TV et Prime Video via le « Pass Warner ». Similairement à Boing, chaîne que celle-ci remplace, Cartoonito ne sera pas disponible dans les offres Canal+ à la suite du désaccord entre Warner Bros. Discovery et le groupe Canal+, le 10 janvier 2023. Toutefois, la chaîne pourrait être disponible dans les offres Canal+ si les négociations pour la reprise des chaînes Warner entre le groupe Canal+ et Warner Bros. Discovery ont abouti. 